# Protorthodes consors
Protorthodes consors là một loài bướm đêm trong họ Noctuidae.